# Tuning Up

Tuning Up [« accord » sous entendu de l'orchestre ou des instruments] est une œuvre inachevée d'Edgard Varèse. Elle a été ébauchée en 1947, puis abandonnée, et enfin reconstruite, complétée et éditée en 1998 par son disciple Chou Wen-chung. Composée pour grand orchestre, il s'agit d'une parodie du moment précédant un concert symphonique, où les musiciens s'accordent. La pièce dure environ 5 minutes.

## Historique
En 1947, le producteur Boris Morros – que Varèse avait rencontré par l'intermédiaire de Walter Anderson – proposa à Varèse de composer un morceau de musique pour illustrer le film Carnegie Hall (1947). Il s'agissait de parodier l'accord d'un orchestre avant un concert, et la pièce aurait été jouée par le New York Philharmonic dirigé par Leopold Stokowski. Varèse commença à travailler, mais Morros laissa tomber l'idée et il n'y eut pas de suite à l'affaire.
En 1998, à la suite d'une commande de l'éditeur Ricordi, du label Decca et du Concertgebouw d'Amsterdam, Chou Wen-chung a réalisé une reconstitution de la pièce, grâce aux deux ébauches laissées par Varèse. Ces deux ébauches d'environ une minute et demie chacune utilisaient notamment des citations de la musique de Varèse (Amériques, Arcana, Ionisation et Intégrales). La version définitive est le « collage » de ces deux ébauches, qu'il a fallu dans un premier temps reconstituer, car les divers éléments étaient répartis entre des feuilles manuscrites et des photocopies.
La partition est éditée aux éditions Ricordi.

## Versions notables
La reconstitution de Chou Wen-chung a été enregistrée par Riccardo Chailly dirigeant le Royal Concertgebouw Orchestra. Elle est devenue la première piste du premier CD de l'intégrale des œuvres de Varèse (deux disques).
Tuning Up a été joué lors du concert d'inauguration de la Philharmonie de Paris le 14 janvier 2015. N'étant pas annoncée dans le programme officiel, cette pièce, considérée comme un prélude « rigolo » s'achevant sur un accord « tonitruant », a constitué la surprise de cette soirée. L'Orchestre de Paris était dirigé par Paavo Järvi.
Le jeune chef Vasily Petrenko a également exécuté cette pièce au cours d'un concert des BBC Prom's, en 2012.